# دونیل موکانزا
دونیل موکانزا (انگلیسی: Donneil Moukanza؛ زادهٔ ۲۷ فوریهٔ ۱۹۹۱) بازیکن فوتبال اهل فرانسه است.
از باشگاه‌هایی که در آن بازی کرده‌است می‌توان به باشگاه فوتبال ملادا بولسلاف و باشگاه فوتبال زبرویوفکا برنو اشاره کرد.